# 蘇爾坦柯伊
蘇爾坦柯伊是土耳其的城鎮，位於該國西北部，距離馬爾馬拉埃雷利西5公里，由泰基爾達省負責管轄，海拔高度10米，該鎮始建於十六世紀，2011年人口2,708。